# Оук Гроув (Оклахома)
Оук Гроув (енгл. Oak Grove) град је у америчкој савезној држави Оклахома.

## Демографија
По попису из 2010. године број становника је 18, што је 0 (0,0%) становника више него 2000. године.
| Група             | 2000.      | 2010.      |
| Белци             | 12 (66,7%) | 14 (77,8%) |
| Афроамериканци    | 0 (0,0%)   | 0 (0,0%)   |
| Азијати           | 0 (0,0%)   | 0 (0,0%)   |
| Хиспаноамериканци | 6 (33,3%)  | 4 (22,2%)  |
| Укупно            | 18         | 18         |